# Лансинг
Лансинг (енгл. Lansing) је главни град америчке савезне државе Мичиген и шести највећи град у тој држави. Смештен је углавном у округу Ингам иако се мањи део налази и у округу Итон. По попису становништва из 2020. у њему је живело 112.644 становника.
Лансинг је важан образовни, културни, управни и пословни центар. Једини је главни град неке америчке државе (од 46 колико их се налазе у окрузима) који истовремено није и главни град округа. Адмнистративни центар округа Ингам је Мејсон, али се неке институција налазе и у Лансингу.

## Географија
Лансинг се налази на надморској висини од 262 m. 

## Демографија
Према попису становништва из 2010. у граду је живело 114.297 становника, што је 4.831 (4,1%) становника мање него 2000. године.
|                   | 2010.            | 2000.            |
| Укупно            | 114 297 (100,0%) | 119 128 (100,0%) |
| Белци             | 63 381 (55,45%)  | 73 105 (61,37%)  |
| Афроамериканци    | 27 138 (23,74%)  | 26 095 (21,91%)  |
| Хиспаноамериканци | 14 292 (12,50%)  | 11 886 (9,978%)  |
| Остали            | 5 230 (4,576%)   | 4 675 (3,924%)   |
| Азијати           | 4 256 (3,724%)   | 3 367 (2,826%)   |

## Партнерски градови
- Козенца
- Салтиљо